# Calymmanthium substerile
Calymmanthium substerile és una espècie fanerògama que pertany a l'únic gènere Calymmanthium, de la tribu Calymmantheae, i de la família de les cactàcies.
Són cactus primitius de port arbori naturals de les zones muntanyenques i premuntanyenques del nord del Perú.

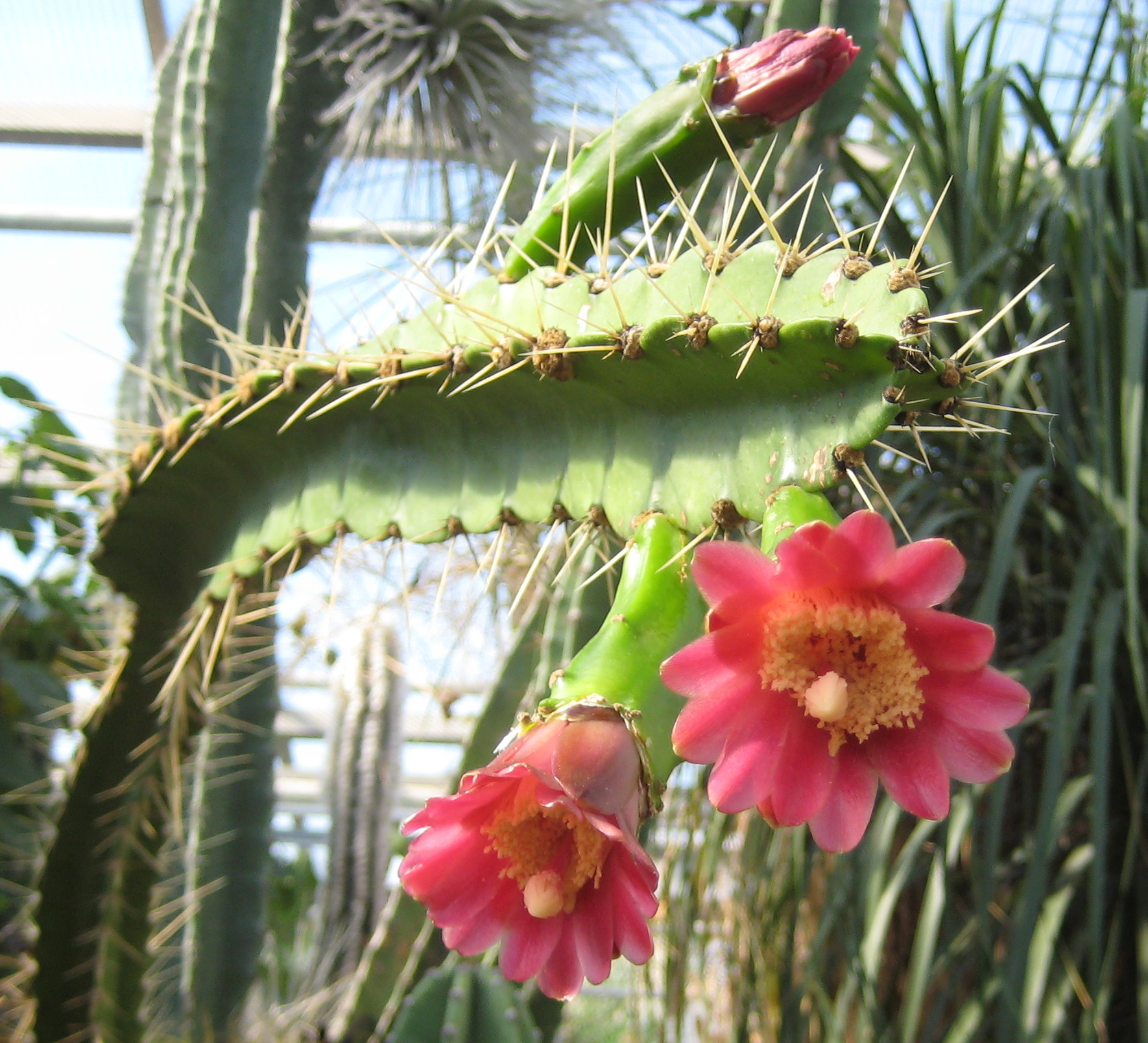
Calymmanthium substerile.

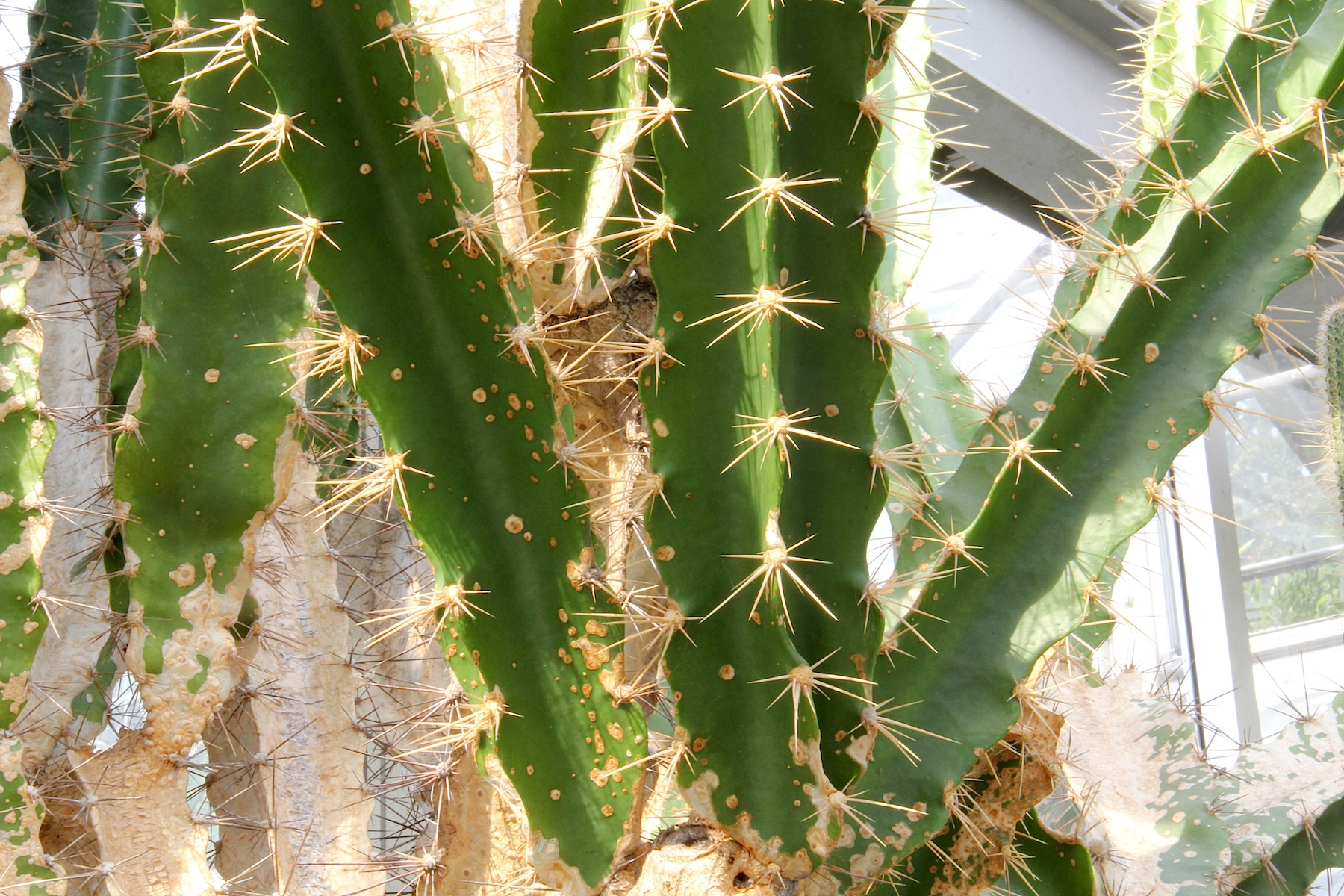
Detall de la planta

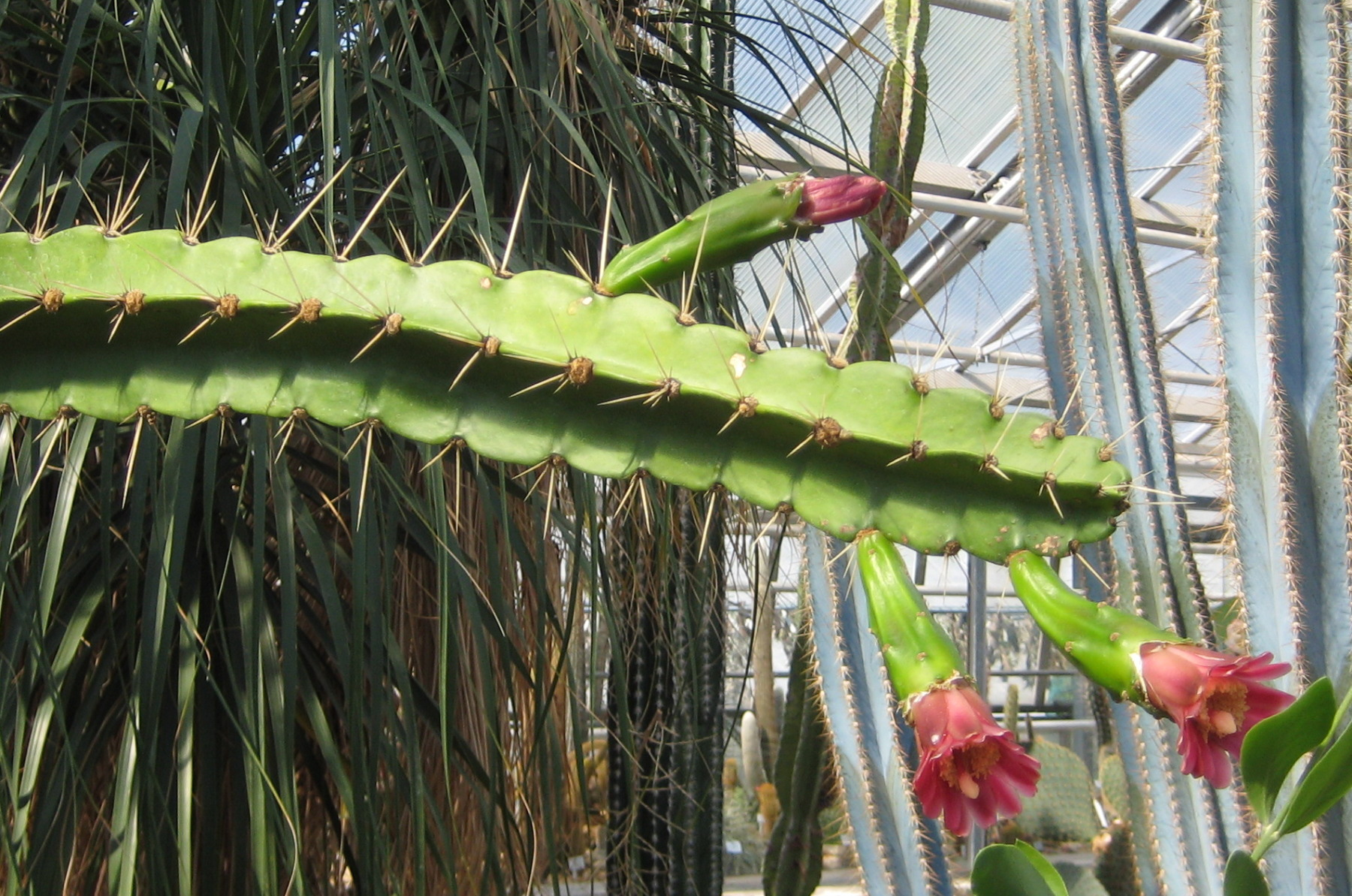
Detall

## Característiques
És un gènere especialment singular entre els cactus i té una única espècie Calymmanthium substerile. Les tiges creixen com a grans arbres o arbustos de fins a 8 m d'alt. Les costelles es troben en angle i són 3 o 4 amb arèoles al llarg de la vora. Les espines no són especialment fortes. Lesflors són molt diferents, en la mesura en què semblen sortir d'un nou segment de la tija, però a mesura que es desenvolupen, la flor es desprèn del final i segueix en part en el tub floral.

## Distribució i hàbitat
És endèmica dels deserts de Cajamarca al Perú.

## Descripció
Cactus de port arbori amb tiges que poden assolir els 8 m d'altura i 8 cm de grossor. Té de 3 a 4 costelles amb arèoles en les vores amb 1 a 6 espines centrals blanques del voltant de 5 cm i entre 3 a 8 radials. Les flors són blanques, d'hàbit nocturn, fan uns 11 cm de llarg per 5 de diàmetre i sorgeixen dins d'una curta tija que s'obre per deixar-la sortir.

## Taxonomia
Calymmanthium substerile va ser descrita per Galeotti (exPfeiff.) Britton i Rose i publicat a Kakteen und andere Sukkulenten 13: 24. 1962.
Etimologia
Calymmanthium. nom genèric que està compost per les paraules gregues: κάλυμμα kalymma per a, "cobert" i ἄνθος anthos per a, "floració" i que es refereix al teixit vegetal que embolica la gemma floral.
substerile: epítet de l'espècie que va ser probablement triat per Ritter, ja que la primera planta descoberta per ell era un espècimen sense fruits.
Sinonímia
- Diploperianthium F.Ritter
  - Calymmanthium fertile.[2]